# Guillena
Guillena è un comune spagnolo di 11 109 abitanti situato nella comunità autonoma dell'Andalusia.

## Amministrazione

### Gemellaggi
- Leverano